# بادبان (فیلم ۱۹۵۴)
بادبان (انگلیسی: Baadbaan) فیلمی هندی است که در سال ۱۹۵۴ منتشر شد. از بازیگران آن می‌توان به دو آناند، مینا کوماری و آشوک کومار اشاره کرد.